# جون زيمرمان
جون زيمرمان (بالإنجليزية: John Zimmerman)‏ هو متزلج فني أمريكي، ولد في 26 نوفمبر 1973 في برمنغهام في الولايات المتحدة.

## وصلات خارجية
- جون زيمرمان على موقع الاتحاد الدولي للتزلج (الإنجليزية)
- جون زيمرمان على موقع اللجنة الأولمبية الدولية (الإنجليزية)
- جون زيمرمان على موقع أوليمبيديا (الإنجليزية)